# Royal Sunday's Club de Bruxelles
Il Royal Sunday's Club de Bruxelles è un club di hockey su pista avente sede a Bruxelles in Belgio.